# Impasse de Nevers
L'impasse de Nevers est une voie située dans le quartier de la Monnaie dans le 6e arrondissement de Paris.

## Situation et accès
L'impasse de Nevers est desservie à proximité par les lignes 4 et 10 à la station Odéon.

## Origine du nom
Elle porte ce nom car elle longeait l'hôtel de Nevers qui avait remplacé l'hôtel de Nesle.

## Historique
La voie a été ouverte au XIIIe siècle et prend son nom, à partir de 1636, de la rue de Nevers qu'elle prolonge.

## Bâtiments remarquables et lieux de mémoire
- Des restes de l'enceinte de Philippe Auguste sont présents au fond de l'impasse.

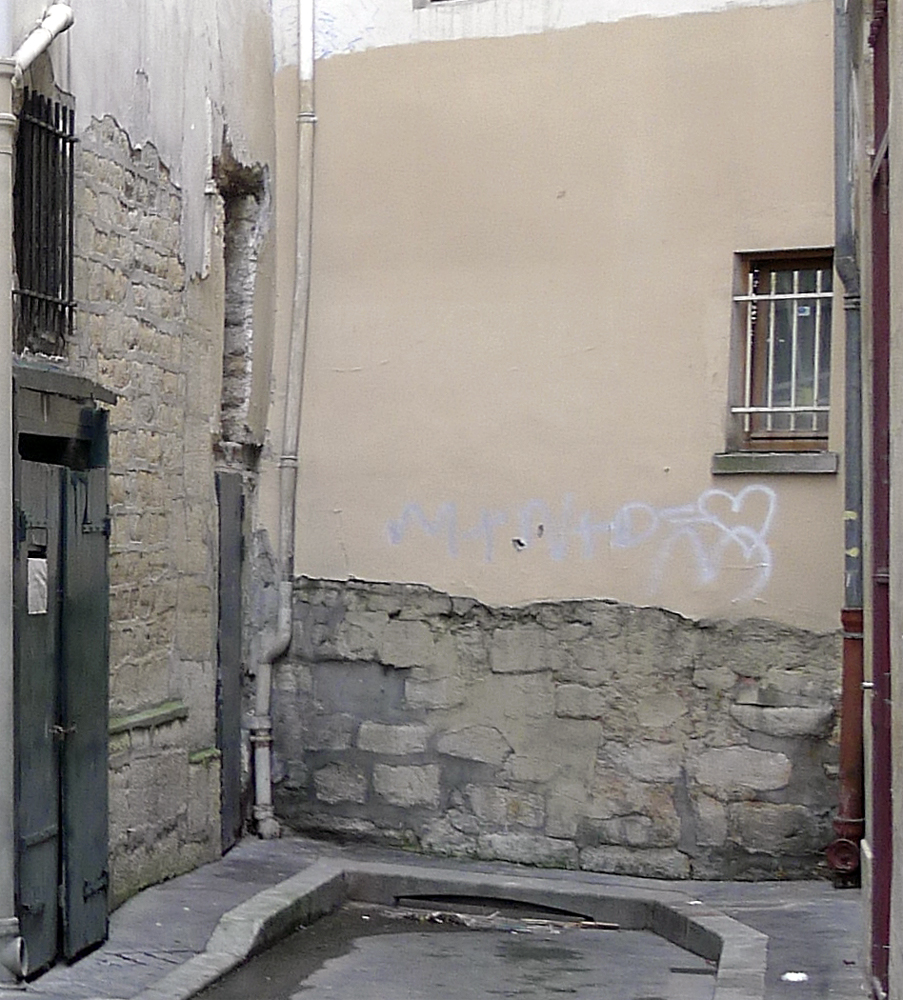
Les restes de l'enceinte de Philippe Auguste au fond de l'impasse.